# Trattato di melodia
Il Trattato di melodia è un trattato di composizione musicale di Antonìn Reicha. Fu pubblicato a Parigi nel 1814, e fu di grande influenza per la formazione dei grandi musicisti dell'Ottocento.
Si tratta in questo libro degli elementi strutturali della Melodia: il Settecento era stato infatti il secolo di vivaci discussioni fra intellettuali in ambito musicale, su argomenti quali i ruoli relativi dell'Armonia e della Melodia, e le definizioni delle stesse. Il Reicha, che notoriamente era compositore assai originale nelle idee (basti pensare ai suoi Quintetti per fiati), propose per la prima volta una solida Teoria Melodica, fondata sull'analisi della Musica drammatica (e non solo) dell'epoca, fatto assai innovativo per un ambiente di intellettuali abituati a discutere di Musica senza metter mano agli spartiti (come testimonia lo stesso Reicha nel frontespizio e nella Prefazione del Trattato di Melodia). L'autore programma inoltre nel testo un vero e proprio corso di Melodia per i conservatori, che non esisteva, soffocato dalla preminenza dell'Armonia. Il Trattato fu pubblicato con un Supplemento, dedicato alla coniugazione della Melodia e dell'Armonia.
Ebbe molto successo nei due secoli successivi alla pubblicazione, grazie alla traduzione in tedesco del maestro Czerny.

## Edizioni
- Antonìn Reicha, Traité de Mélodie. Parigi, 1814.
- Antonìn Reicha, Trattato di Melodia, traduzione di Lorenzo M. A. Giorgi, pp. 230. ISBN 978-1539866190.